# Spielplatz
Spielplatz (tyska för lekplats) är en naturistresort i byn Bricket Wood, i grevskapet Hertfordshire, Storbritannien. Resorten är den äldsta nudistresorten i Storbritannien, och sträcker sig över en yta på 4,9 hektar. År 2015 bodde 55 personer i Spielplatz. Spielplatz grundades 1929 av Charles Macaskie och hans fru Dorothy. Då de flyttade från London, till Bricket Wood och bosatte sig på en skogsmark, i ett tält, som de senare köpte. Paret kom att kalla deras utopiska läger för Green Monastery and a Play Place (Spielplatz). Under helgerna hade de ofta besökare av andra naturister, som exempel poeten och författaren Ross Nichols. Spielplatz har förekommit i TV och filmer som Naked…As Nature Intended (1961) med klubbmedlem och modellen Pamela Green, Nudist Memories (1959) och Confettii (2006).